# مقاطعة هندرسون (تينيسي)
مقاطعة هندرسون (بالإنجليزية: Henderson County, Tennessee)‏ هي إحدى مقاطعات ولاية تينيسي في الولايات المتحدة. ، وتبلغ مساحتها 1362 كم2، بلغ عدد سكانها 27769 نسمة في عام 2010 حسب إحصاء مكتب تعداد الولايات المتحدة وتصل الكثافة السكانية فيها 19 نسمة/كم2.